# ويس هيلمز
ويس هيلمز (بالإنجليزية: Wes Helms) هو لاعب كرة قاعدة أمريكي، ولد في 12 مايو 1976 في غاستونيا في الولايات المتحدة.

## وصلات خارجية
- ويس هيلمز على موقع دوري كرة القاعدة الرئيسي (الإنجليزية)
- ويس هيلمز على موقعبيزبول رفرنس.كوم (الدوري الرئيسي) (الإنجليزية)
- ويس هيلمز على موقعبيزبول رفرنس.كوم (الدوري الثانوي) (الإنجليزية)
- ويس هيلمز على موقع إي إس بي إن.كوم (أم.أل.بي) (الإنجليزية)
- ويس هيلمز على موقع مشجعي الرسوم البيانية (الإنجليزية)